# Euphorbia goudotii
Euphorbia goudotii es una especie fanerógama perteneciente a la familia de las euforbiáceas.  Es originaria de Colombia y Bolivia, donde se encuentra en la Cordillera de los Andes.

## Taxonomía
Euphorbia goudotii fue descrita por Pierre Edmond Boissier y publicado en  Prodromus Systematis Naturalis Regni Vegetabilis 15(2): 106. 1862
Etimología
Euphorbia: nombre genérico que deriva del médico griego del rey Juba II de Mauritania (52 a 50 a. C. - 23), Euphorbus, en su honor – o en alusión a su gran vientre –  ya que usaba médicamente Euphorbia resinifera. En 1753 Carlos Linneo asignó el nombre a todo el género.
goudotii: epíteto otorgado  en honor del naturalista francés Justin Goudot que fue enviado por el Museo Nacional de Historia Natural de Francia para recolectar plantas y animales en Nueva Granada.
Sinonimia
- Euphorbiodendron goudotii (Boiss.) Millsp.	[5][6]